# Acentrinops
Acentrinops är ett släkte av skalbaggar. Acentrinops ingår i familjen vivlar.
Kladogram enligt Catalogue of Life:
| Acentrinops | \| \| Acentrinops brevicollis \| \| \| \| |
|             | \| \| Acentrinops brevicollis \| \| \| \| |
|             | Acentrinops brevicollis                   |
|             |                                           |